# Upplands runinskrifter 109
Upplands runinskrifter 109 är en nu försvunnen vikingatida runsten i Bisslinge, Eds socken och Upplands-Väsby kommun. Stenen undersöktes av Johannes Bureus och var borta redan på 1600-talet.

## Inskriften
Translitterering av runraden:
[biarn auk suin litu rasa ... ...st faþur sin auk afti · sihtirf broþur sin]
Normalisering till runsvenska:
Biorn ok Svæinn letu ræisa ... ...[fa]st, faður sinn, ok æftiR Sigdiarf, broður sinn.
Översättning till nusvenska:
Björn och Sven läto resa ...-fast, sin fader, och efter Sigdjärv, sin broder.
Namnet SigdiarfR omnämns också på U 647, U 903, U 959, U 968, U 1031, U 1046 och M 3.